# 의현 (당나라)

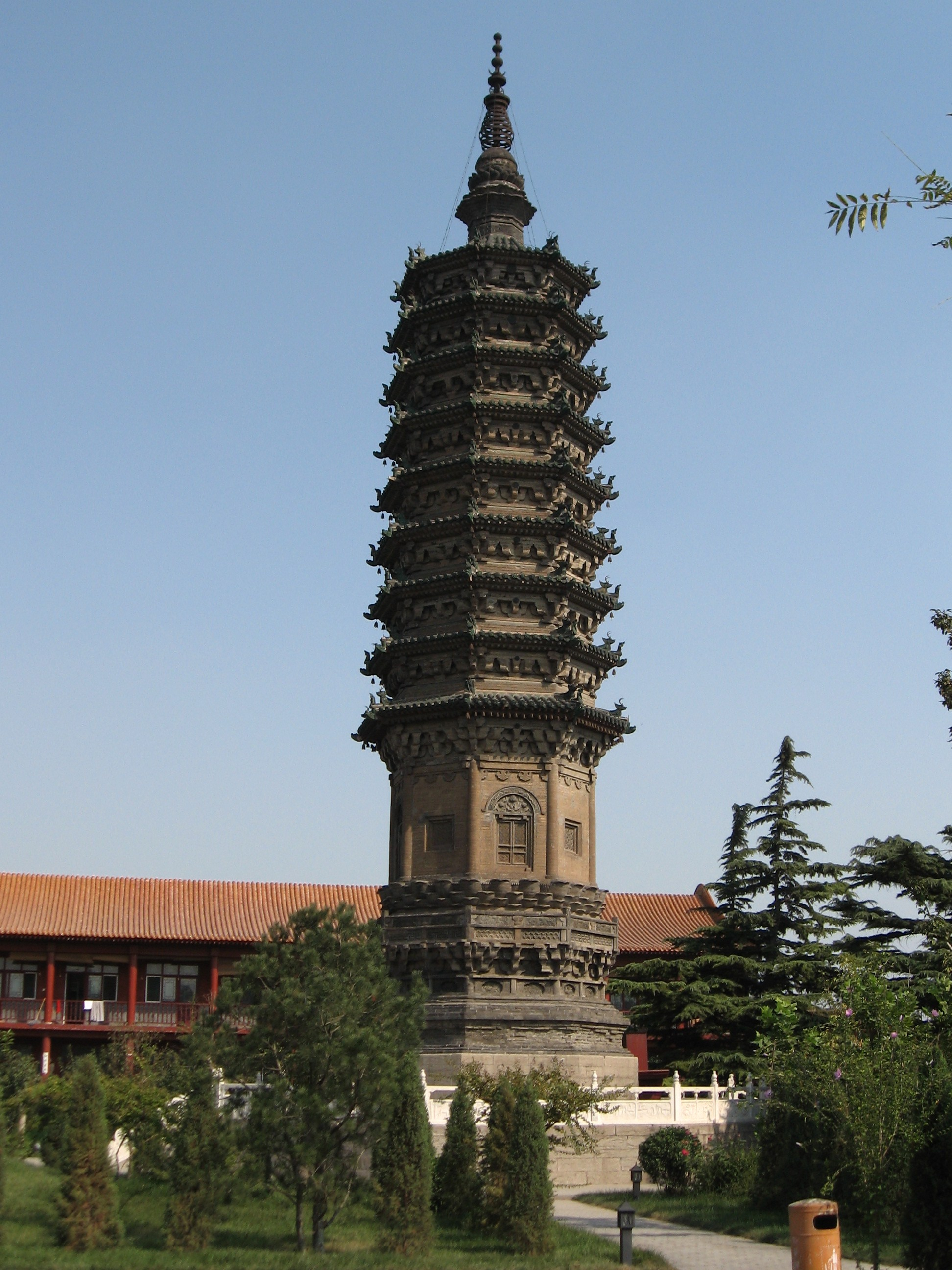
중국 하북성 석가장시 정정현에 있는 임제사의 불탑. 중국 금나라 1161년부터 1189까지 건축되었다.

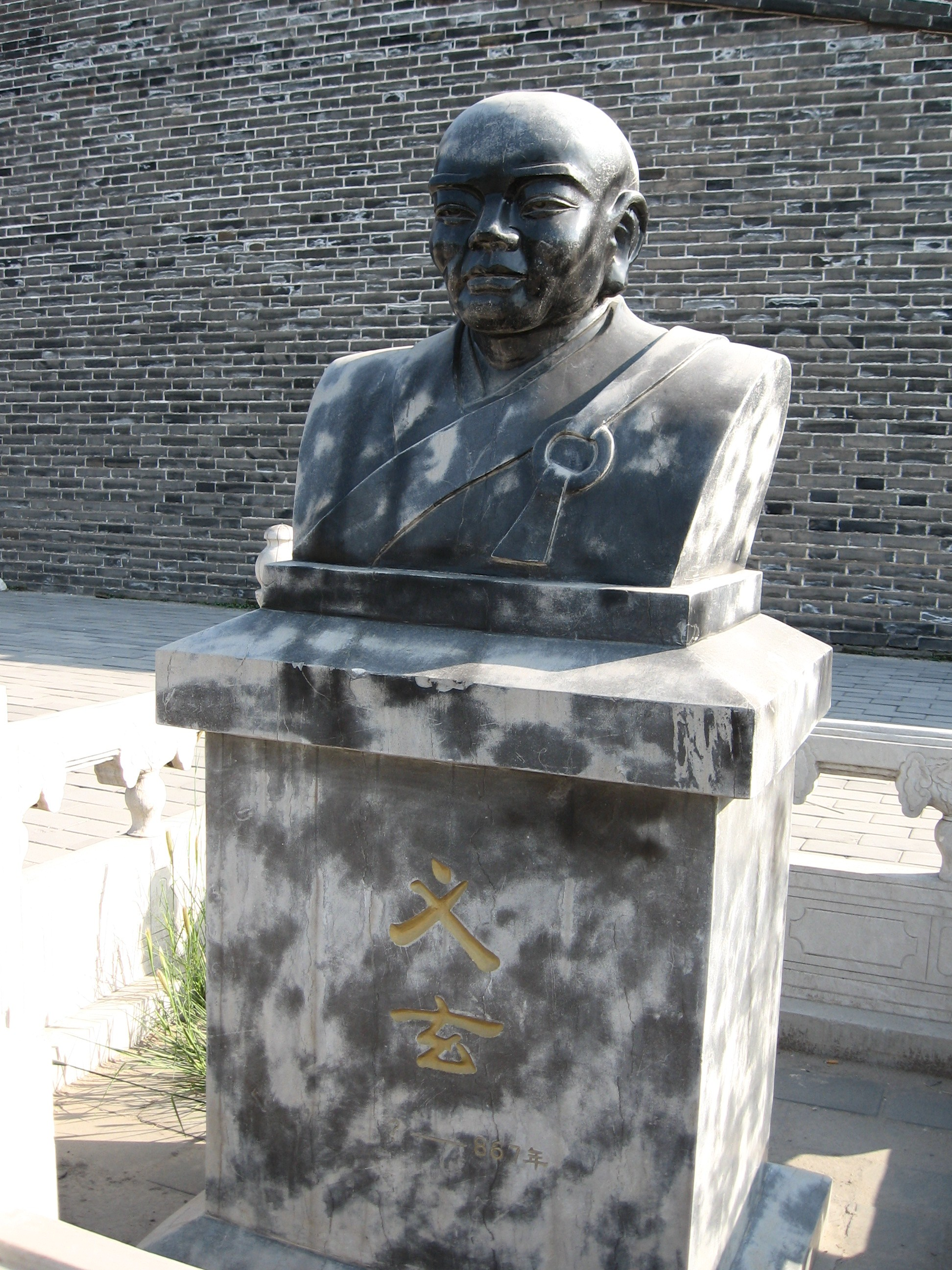
중국 하북성 석가장시 정정현의 남성문 안에 있는 임제의현 상

임제의현(臨濟義玄: ？~867), 임제(臨濟) 또는 의현(義玄)은 당나라의 선승(禪僧)으로 속성(俗性)은 형(邢), 산동성 조현(曺縣) 사람이다. 
선종(禪宗)의 일파인 임제종(臨濟宗)의 시조(始祖)이자 11대 조사이다. 이로써 임제종 10대 조사는 임제의현의 스승인 황벽희운(黄檗希運)이 되었다.
임제의현이 입적한 후 그의 제자인 삼성혜연(三聖慧然: ?~?)이 편집한 《임제록》은 임제종(臨濟宗)의 기본이 되며 또한 실천적인 선(禪)의 진수를 설파한 책으로서 널리 알려져 있다.
임제록, 벽암록, 허당록, 선관책진, 육조단경, 서장, 오가정종찬을 종문칠서(宗門七書) 또는 종문(宗門)의 칠부서(七部書)라고 부른다.

## 생애
20세 때에 출가하여 의현(義玄)이라는 법명을 쓰게 되었다. 당초에는 열심히 불교학자의 강의에 출석하여 계율이나 경론을 배웠으나 이에 만족하지 못했다. 
이들 경전 공부를 「제세(済世)를 위한 처방전」(세속을 초월하는 도구)에 지나지 않는다는 것을 알기에 이른 그는 선종으로 전향하여 황벽희운에게 배우고 이른바 황벽삼타(黄檗三打)의 기연(機縁)으로 대오(大悟)하게 된다.
대오 이후, 임제는 하북(河北)의 유력 군벌이었던 성덕군절도사(成徳軍節度使) 왕소의(王紹懿, 선록禅録에서는 왕 상시王常侍)의 귀의를 받아 진정부(真定府)의 임제원(臨済院)에 머무르며 흥화존장(興化存奨)을 비롯한 많은 제자들을 길러냈고, 북쪽 땅에 일대 교선(教線)을 펼쳤다. 그의 문류(門流)는 후에 임제종(臨済宗)이라 불리게 된다. 
그 종풍은 마조도일(馬祖道一)에서 시작된 홍주종(洪州宗) 조사선의 선풍을 궁극까지 끌어 올려 중국 선종의 정점을 다하였다. 그 가풍은 「갈」(喝, 고함)을 많이 사용한 매섭고 강렬한 선풍이었고, 덕산(徳山)의 「몽둥이」라 불리며 그 격렬함으로 인해「임제장군」(臨済将軍)으로도 비유되곤 하였다. 
당 의종 함통 8년(867년) 1월 10일에 단정한 자세로 열반에 들었다. 

## 일화

### 황벽삼타(黄檗三打)
임제는 대오 이전 오로지 좌선 수행에 힘쓰는 나날을 보냈다. 
3년 정도 지난 어느 날 수좌 화상(가장 높은 제자) 묵주(睦州)로부터 "황벽 스님께 참선에 대해 가르침을 받은 적이 있는가?"라는 물음을 받았다. 임제는 "무엇을 물어야 할지 모르니 참선한 적도 없습니다"라고 대답했고, 수좌 화상은 「왜 스승님께 가서 불법의 한계는 어떤 것입니까 하고 여쭙지 않는가?"라고 했다.
임제는 시킨 대로 황벽의 처소에 가서 물었는데, 그 질문이 채 끝나기도 전에 황벽은 임제를 몽둥이로 서른 번이나 때렸다. 수좌가 "어떠했는가?"라고 묻자 임제는 방금 일어난 일을 있는 그대로 이야기했고, 수좌는 다시 한번 같은 질문을 하고 오라고 했다. 
이렇게 세 번 모두 스승이 있는 곳에서 참선에 대해 물었고 세 번 모두 똑같이 흠씬 두들겨 맞은 임제는 더는 자신에게 선을 탐구할 자격이 없다는 생각에 절망하고 황벽산을 내려가기로 했다. 작별 인사차 황벽을 뵙는 자리에서 황벽은 「다른 곳으로 갈 필요 없다. 꼭 고안(高安)의 물가에 살고 계시는 대우(大愚) 화상을 찾아 뵙는 것이 좋겠다」라고 지시했다.
임제는 시키는 대로 대우의 곁을 찾아가 황벽에게 맞은 이야기를 하며 "도대체 제게 무슨 잘못이 있었던 걸까요?"라고 하였다. 그러자 대우는 "황벽이 그거 꼭 노파가 손자 귀여워하는 것 같구나. 너 때문에 녹초가 되도록 몸소 가르침을 주고 있는데, 그걸 나한테까지 와서 잘못이 있었는지 묻다니 무슨 소리냐?"고 말했다. 임제는 이 대우의 한 마디로 대오를 얻었다.
대오를 얻은 임제는 대우 화상에게 "뭡니까, 황벽의 불법이라는 게 그런 뻔한 거였습니까?"고 짐짓 거짓말을 했다. 그러자 곧 대우는 임제의 멱살을 움켜쥐며 "이 반편이 같은 새끼야! 아까는 제가 무슨 잘못이 있었습니까, 하고 짜는 소리를 한 주제에 이번에는 뭐, 황벽의 불법이 뻔해? 도대체 뭘 알았는데? 어디 말해 봐! 어서!"라고 물었다. 그러자 임제는 대우의 옆구리를 세 번 주먹으로 때렸고, 임제가 진짜 대오를 얻었음을 알게 된 대우는 임제의 멱살 잡았던 손을 내려놓고 "네 스승은 황벽 화상이야. 내가 알 바 아니야. 가 봐!"라고 말했다.
임제는 다시 황벽에게로 돌아가 일의 전말을 보고하자 황벽은 "그놈을 만나 한 대 쏴 주고 싶구나."라고 했고, 그러자 임제는 "기다릴 것이 무엇이 있습니까? 지금 바로 하시면 됩니다."라며 황벽의 뺨을 때렸다. 황벽은 뺨을 맞고 크게 웃으며 "예끼, 이 미친놈! 잘도 내 앞에서 호랑이 수염을 건드리는 구나" 라고 말했다.
임제는 즉각 일갈했다. 이에 황벽은 진심으로 만족하여 "시자야, 이 미친놈 이거 선당(禅堂)으로 데려가라."고 하였다. 그것은 황벽의 임제에 대한 인가(깨달음을 증명함)의 말이었다.

### 열반에 들다.
당 의종 함통 8년(867년) 1월 10일 임제는 제자 삼성혜연(三聖慧然)을 머리맡에 불러서 「내가 죽어도 정법안장(正法眼蔵, 부처가 전한 높은 가르침)을 멸망시켜서는 안 된다」라고 말했고, 혜연은 「어찌 스승님의 정법안장을 멸망시키거나 할 수 있겠습니까?」라고 응했다. 그러자 임제는 「그럼 앞으로 사람들이 너한테 (불법에 대해) 물어 보면 뭐라고 대답할 건데?」라고 물었고, 이에 혜연은 큰 소리로 한번 갈(고함)하였다. 임제는 「나의 정법안장이 이런 바보 같은 놈에게서 망해 버릴 줄 도대체 누가 알았겠는가?」라고 말하며, 그대로 단정한 자세로 천화(열반)하였다고 전해진다.

## 참고 문헌
- 이 문서에는 다음커뮤니케이션(현 카카오)에서 GFDL 또는 CC-SA 라이선스로 배포한 글로벌 세계대백과사전의 "임제록" 항목을 기초로 작성된 글이 포함되어 있습니다.

| 전임 황벽희운 | 제11대 중국 선종의 조사 814년 ~ 867년 |  |